# Pete La Roca
Pete La Roca (vlastním jménem Peter Sims; 7. dubna 1938 New York City, New York, USA – 20. listopadu 2012 tamtéž) byl americký jazzový bubeník. Mezi hudebníky, se kterými spolupracoval, patří například Art Farmer, Sonny Rollins, John Coltrane nebo Freddie Hubbard. Své první sólové album nazvané Basra vydal v roce 1965, následovala ještě alba Turkish Women at the Bath (1967) a Swingtime (1997)